# Jacques Androuet du Cerceau den äldre
Jacques Androuet du Cerceau, född omkring 1515, död efter 1584, var en fransk arkitekt och kopparstickare. Han var far till arkitekterna Jean Baptiste Androuet du Cerceau och Jacques Androuet du Cerceau den yngre.
Androuet du Cerceau verkade efter studier i Italien som arkitekt i Paris och Orléans, men är främst känd genom sina många med egna kopparstick prydda läroböcker och publikationer främst med bilder av franska slott och antika byggnadsverk, bland vilka märks Livre d'architecture (1559), Leçons de perspective positive (1576) och Les plus excellents bastiments de France (2 band, 1576–1579). Androuet är representerad vid bland annat Nationalmuseum